# Follow-me-Car

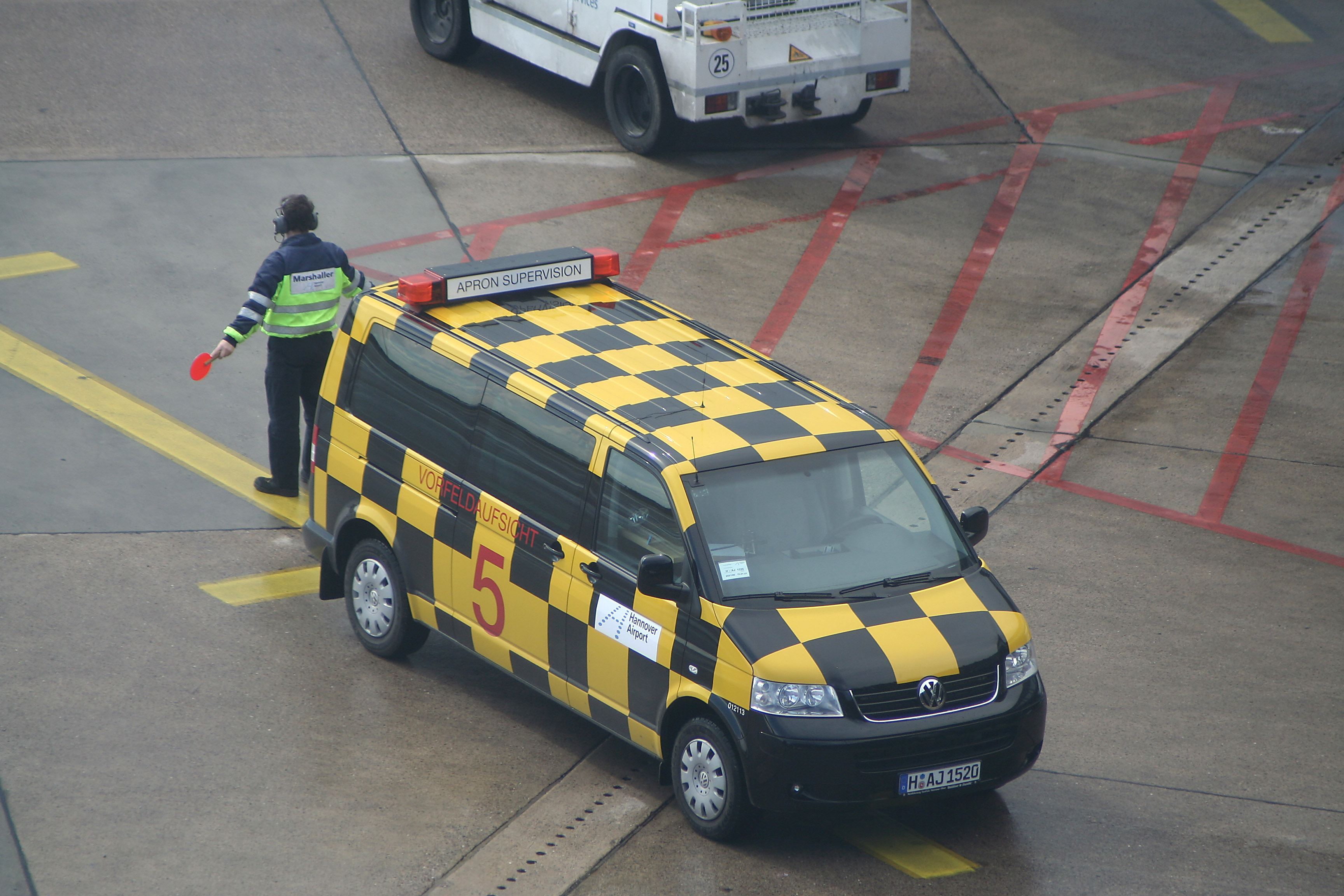
Marshaller und Follow-me-Car am Flughafen Hannover

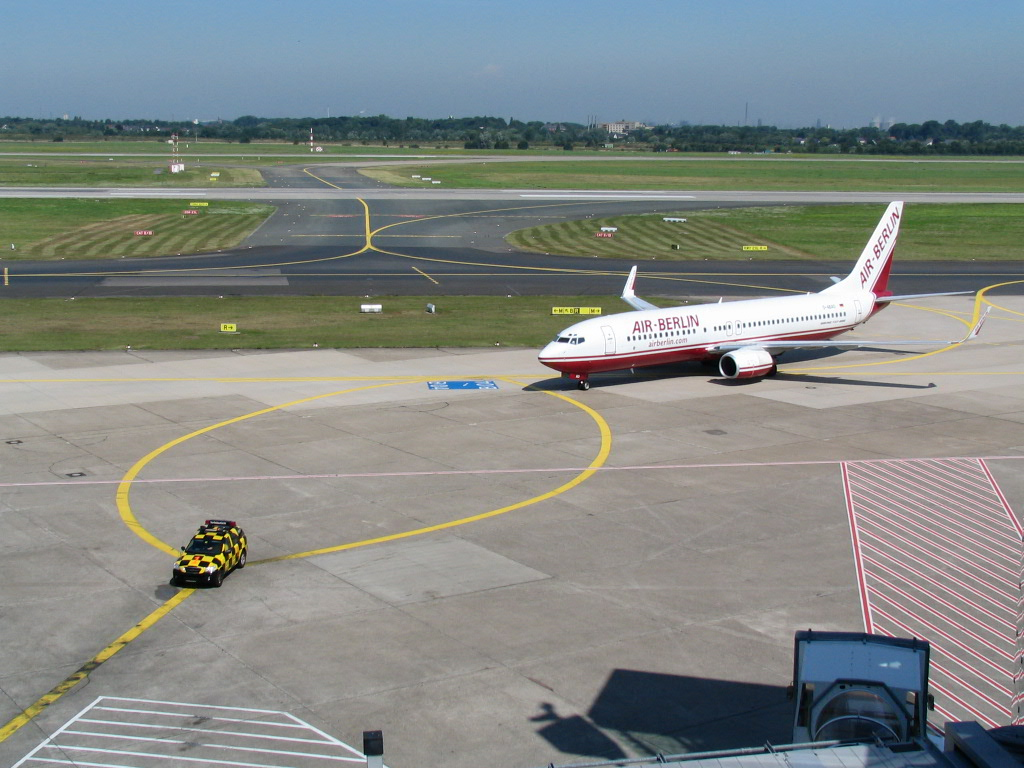
Follow-me-Car in Aktion

Als Follow-me-Car (dt. Folge-mir-Auto) wird ein (motorisiertes) Lotsenfahrzeug bezeichnet, das Flugzeugen auf dem Flughafen vorausfährt und ihnen somit den Weg zur Startbahn bzw. zum Flugsteig weist. Es wird außerdem eingesetzt, um Fahrzeuge zu und von Baustellen zu führen oder zur Kontrolle der Startbahn auf Fremdkörper und Beschädigungen.
Ein Follow-me-Car erleichtert den Piloten die Navigation auf dem Boden. So werden Missverständnisse oder Irrfahrten von ortsunkundigen Piloten oder bei temporären Umleitungen, die nicht auf der Flugplatzkarte verzeichnet sind, vermieden. Das Follow-me-Car ist dann mit einem Marshaller (dt. Einwinker) besetzt, der den Flugzeugen die genaue Parkposition zuweist.
Follow-me-Cars sind an einem Flughafen nicht zwingend erforderlich, gehören aber auf größeren Flughäfen zum kostenpflichtigen Standardservice.
Die Fahrzeuge sind meistens gelb lackiert, teilweise auch schwarz-gelb kariert. Typisch ist auch ein hoher Aufbau mit orangen oder roten, weithin sichtbaren Rundumleuchten. Prinzipiell kann jedes Fahrzeug als Follow-me-Car verwendet werden. Einzelne Firmen bieten aber speziell zu diesem Zweck hergestellte Sonderfahrzeuge an.
Gelegentlich werden auch etwas außergewöhnliche Fahrzeuge für diesen Zweck verwendet. Am Flughafen Hannover z. B. gab es einen Porsche Cayman und einen Audi R8. Der Flugplatz Leipzig-Altenburg setzte bis zum August 2006 einen Trabant als Follow-me-Car ein. Auf dem Flughafen Portorož wird auch ein Mofa eingesetzt.

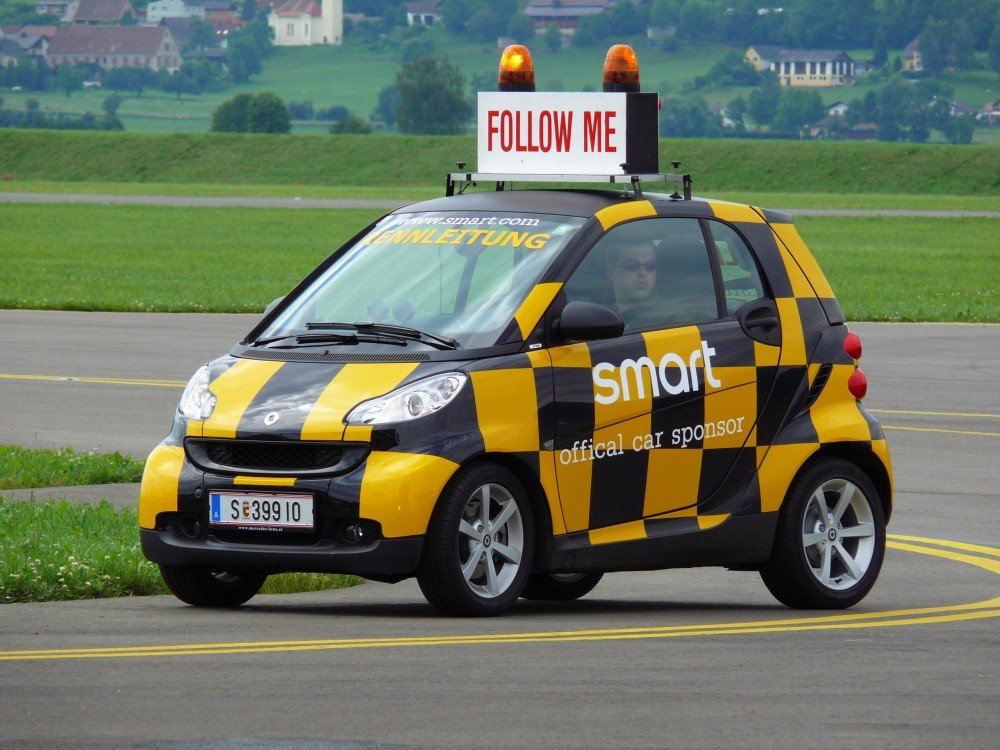
Ein Smart Fortwo als Follow-Me-Car am Flughafen Zeltweg in Österreich
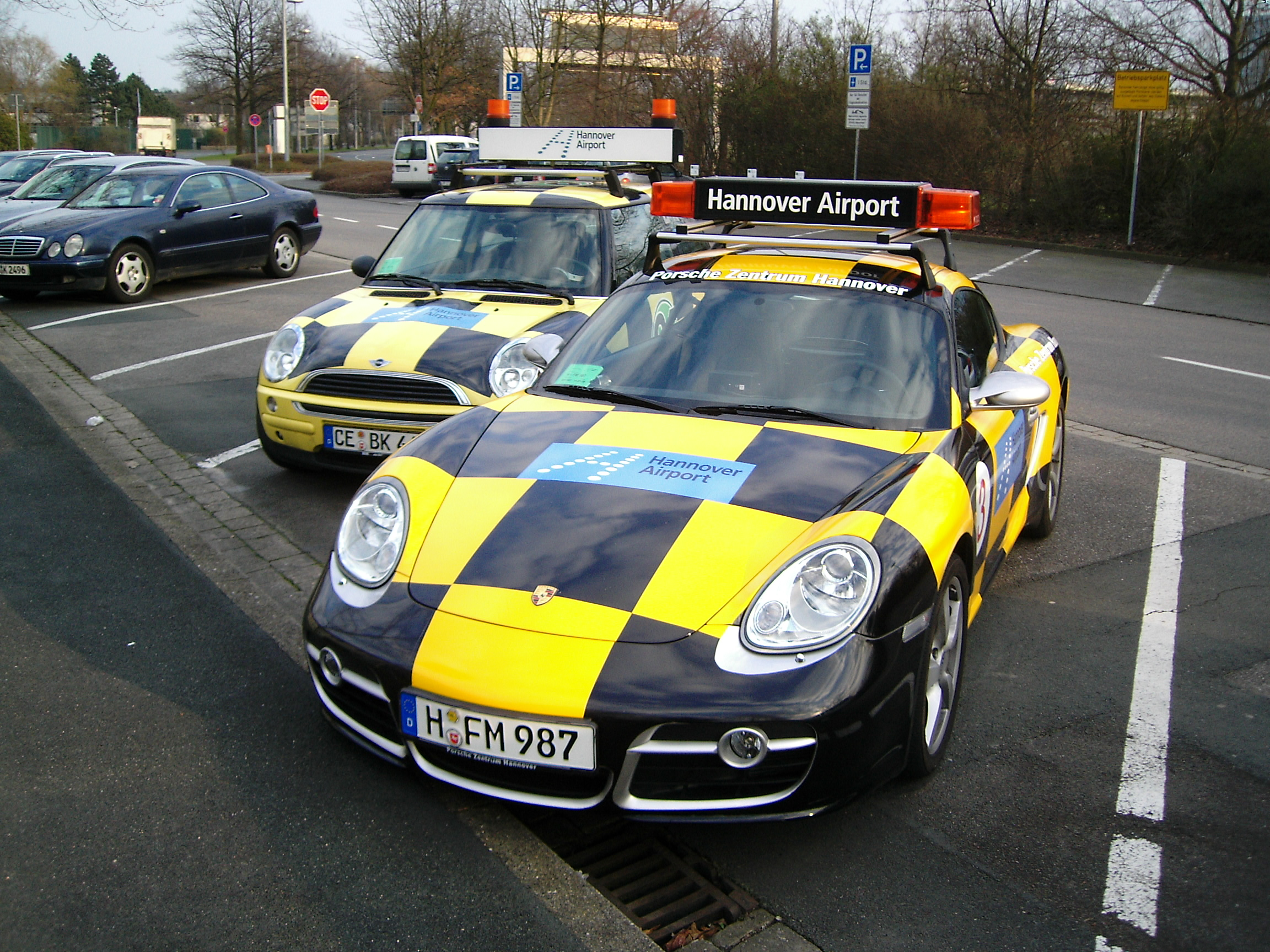
Porsche Cayman und Mini am Flughafen Hannover
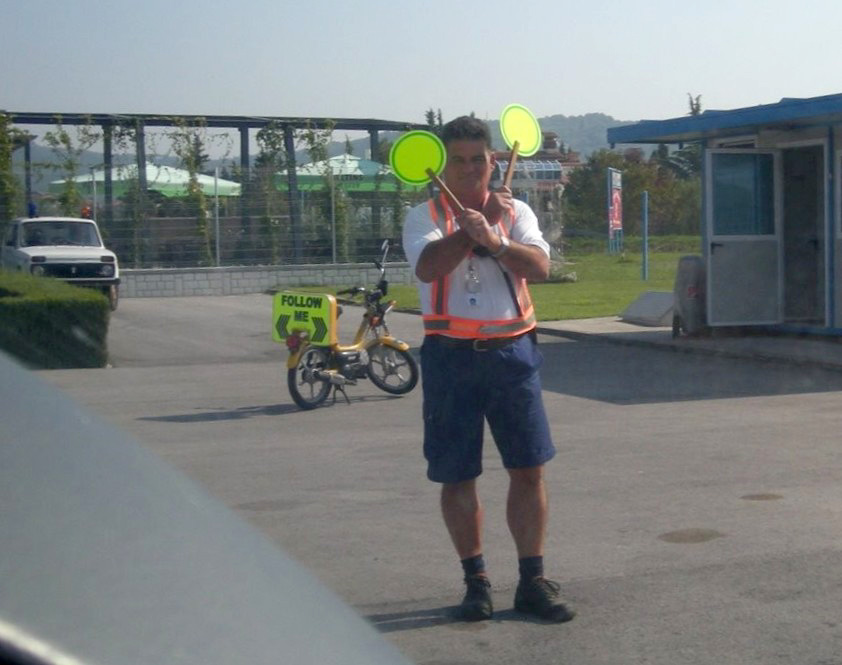
Mofa als Follow-me-Fahrzeug am Flughafen Portorož